# Nusspli
Nusspli ist der Markenname eines Haselnuss-Nougat-Brotaufstrichs des Herstellers Zentis.

## Produkt
Als Konkurrenzprodukt zum Marktführer Nutella des Herstellers Ferrero entwickelte Zentis den Brotaufstrich Nusspli. Gegenüber 60 % Marktanteil von Nutella lag Nusspli mit einem Anteil von 20 % 1992 zurück. Seit den 2000er Jahren wurde Nusspli am zweithäufigsten nach Nutella gekauft. Im Juli 2010 wurde die Gestaltung der Verpackung aktualisiert. Zeitgleich mit dem Relaunch wurde das Produkt mit dem Qualitätssiegel des ifp Institut für Produktqualität ausgezeichnet, dessen Vergabekriterien regelmäßige Qualitätskontrollen von den Rohstoffen bis zum Endprodukt umfassen. Anfang des Jahres 2023 wurden die Kunststoffbecher durch Einweggläser abgelöst, es gibt im Einzelhandel Gläser zu 300 g (Nusspli und Belmandel ohne Palmöl) und 400 g (Nusspli "Das Original" mit Palmöl) sowie für Großkunden Kunststoffeimer zu 12 kg.

## Inhaltsstoffe
Vergleichbar mit anderen Nuss-Nougat-Brotaufstrichen, wie Nutella, Nudossi, Nugatti oder Samba, besteht Nusspli aus den Hauptzutaten Zucker sowie pflanzlichen Ölen und Fetten für die cremige Konsistenz. Der Haselnussanteil liegt, wie bei Nutella, bei ungefähr 13 %. Nusspli enthält außerdem noch einen geringen Anteil von Mandeln. Das in Nusspli verwendete Palmöl ist nach dem Massenbilanz-Ansatz des umstrittenen Roundtable on Sustainable Palm Oil zertifiziert und „erhöht im Sinn des Standards die Produktion von nachhaltigem Palmöl“. Seit Anfang des Jahres 2023 gibt es auch eine Version mit Sonnenblumen- statt Palmöl.

## Maskottchen
Das Maskottchen des Produktes Nusspli ist der Zentino, eine Comic-Werbefigur mit grüner Latzhose und grünem Haar, an dessen Schopf als Analogie zur Haselnuss ein Stiel gesetzt wurde. Ein Zentino-Club, der auf Kinder und Jugendliche von sechs bis dreizehn Jahren ausgerichtet war, existierte von 1995 bis 1999 und hatte ungefähr 2.000 Mitglieder, die vierteljährlich das Zentino Club Magazin erhielten.
Auf einer Webseite werden mittlerweile alle Zentino-Club-Hefte zum Download angeboten.

## Testergebnisse
In der Ökotest 11/2006 wurden erhöhte Werte für Transfettsäuren in Nusspli festgestellt. Durch den Einsatz von ungehärtetem Pflanzenöl wurden diese laut einem Bericht in Ökotest Mai 2007 auf ein unbedenkliches Niveau reduziert. Nusspli erreichte im Test in Ausgabe 5/2009 der österreichischen Verbraucherzeitschrift Konsument den achten Platz unter 14 Schokoladen-Brotaufstrichen. Der Test hatte nur geringe Aussagekraft, da die ersten elf der 14 getesteten Produkte, darunter Nusspli, mit dem Ergebnis „Sehr gut“ abschnitten. In der Ausgabe Juni 2009 der Ökotest wurde in Nusspli genetisch modifiziertes Soja nachgewiesen.